# Mick Ronson
Michael „Mick“ Ronson, přezdívaný Ronno (26. května 1946 – 29. dubna 1993), byl anglický zpěvák, kytarista, hudební producent a skladatel. Přestože byla jeho hlavním nástrojem kytara, byl Ronson multiinstrumentalistou – příležitostně hrál například na baskytaru, různé klávesové nástroje, foukací harmoniku, zobcovou flétnu a perkuse. Do širšího povědomí se dostal počátkem sedmdesátých let jako člen doprovodné skupiny zpěváka Davida Bowieho, která byla označována názvem The Spiders from Mars. Později dlouhodobě spolupracoval se zpěvákem Ianem Hunterem, mimo jiné krátce jako člen kapely Mott the Hoople.
Během své kariéry spolupracoval s desítkami dalších hudebníků, mezi něž patří například Bob Dylan, Lou Reed a John Mellencamp. Jako producent se podílel například na albech Rogera McGuinna, Davida Johansena nebo Morrisseye. Zároveň se věnoval sólové kariéře. Své první album s názvem Slaughter on 10th Avenue vydal roku 1974, později následovala další dvě. Zemřel na rakovinu jater v šestačtyřiceti letech. Americký časopis Rolling Stone jej zařadil do svého žebříčku sta nejlepších kytaristů všech dob.

## Dětství a dospívání
Michael Ronson se narodil 26. května roku 1946 ve městě Kingston upon Hull v severovýchodní Anglii. Jeho otec George Ronson pracoval v chemické laboratoři. S Ronsonovou matkou, tehdy patnáctiletou Minnie Morgan, se seznámil jako devatenáctiletý ještě před začátkem druhé světové války. Georgeův odchod do armády je rozdělil, navzdory fyzickému odloučení zůstali v kontaktu. Svatbu měli v lednu 1944. Později měli ještě dva potomky – dceru Margaret (Maggi; 1957) a syna Davida (1962).
Zájem o hudbu Michael projevil již jako malé dítě. Jeho vůbec prvním nástrojem byl starý akordeon. Když mu bylo pět, začal hrát na klavír. První učitel, kterého jeho matka kontaktovala, odmítl s tím, že je Michael příliš mladý. Nakonec však uspěla u jiné učitelky – tou byla babička pozdějšího Ronsonova spoluhráče, baskytaristy Trevora Boldera. Během studia na Maybury Junior School začal Ronson hrát na housle. Školu opustil ve čtrnácti letech a začal pracovat v dodávce, která rozvážela zboží po okolí. V té době již kromě klavíru a houslí ovládal také hru na zobcovou flétnu, krátce též hrál na violoncello a v sedmnácti přešel ke kytaře. Vzory mu byli například Duane Eddy, ale také kapela The Yardbirds.

## Kariéra

### Začátky
Do první kapely, která nesla název The Mariners a hrála coververze různých bluesových a rockových písní, přišel Ronson v roce 1963. Počátkem roku 1964 kapela dělala předskokana skupině The Rolling Stones. Působení ve skupině jej však neuspokojovalo a začal hrát s The Buccaneers. Ani ta nevydržela příliš dlouho. Později, stále v roce 1964, vystupoval například s kapelami The King Bees a The Crestas. Právě The Crestas byla první skupinou, v níž Ronson kromě hry na kytaru také občasně zpíval. Skupinu, která stejně jako všechny předchozí vystupovala pouze lokálně, následně opustil a počátkem roku 1966 odešel za účelem rozvíjení své kariéry do Londýna. Zde zanedlouho nahradil Millera Andersona na pozici sólového kytaristy skupině The Voice, jejímž manažerem byl Mickie Most, jenž v té době zastupoval úspěšné kapely jako Herman's Hermits a The Animals. V té době si Ronson stále vydělával nehudební prací, například v autoopravně, a zároveň občasně vystupoval s kapelou The Wanted. Zpět domů se vrátil v září 1966.
Po návratu do Hullu se Ronson stal členem skupiny The Rats. Ta za sebou měla již dva singly pro velké vydavatelství (EMI Columbia) a měla lokální úspěch. Jelikož se však nedokázala prosadit mimo Hull, ztratila smlouvu na další nahrávky a polovina členů z ní odešla. Ronson byl první volbou na pozici nového kytaristy. V dubnu 1967, kdy za sebou nová sestava měla řadu lokálních vystoupení, byla kapela oslovena s nabídkou účasti na konkurzu v Londýně. Při vítězství by kapela odjela do Paříže, kde by čtyři týdny koncertovala. Kapela The Rats konkurzem prošla a odjela tedy na angažmá do Paříže. Později se vrátila domů a opět vystupovala převážně lokálně.

### První nahrávání

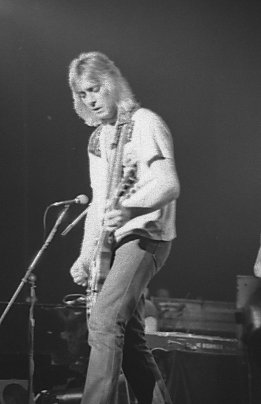
Mick Ronson při koncertu v roce 1979

Roku 1969 sháněl písničkář Michael Chapman kytaristu pro své druhé album, které nakonec vyšlo následujícího roku pod názvem Fully Qualified Survivor. Zeptal se tedy Ricka Kempa, který hrál na jeho předchozí desce na baskytaru, jestli o někom neví. Ten okamžitě doporučil Micka Ronsona, s nímž v minulosti působil v kapele The Mariners. Pro Ronsona šlo o vůbec první studiovou práci, z níž vzešlo album. V říjnu 1969 dokončoval v Londýně své druhé eponymní album zpěvák David Bowie. Nahrávání se účastnil též Benny Marshall z The Rats, který zde hrál na foukací harmoniku. Na přebalu alba je uveden jako „Benny Marshall and friends“ (tedy „Benny Marshall a přátelé“), což vyvolalo dohady, jestli jedním z hostů není právě Ronson. Tony Visconti, producent alba, později potvrdil, že je to pravda. Šlo tedy o vůbec první spolupráci Micka Ronsona s Davidem Bowiem.

### Období sDavidem Bowiem
Ronson se brzy stal stálým členem Bowieho tehdy nově vzniklé doprovodné kapely The Hype, s níž poprvé vystupoval dne 5. února 1970 v hodinovém rozhlasovém pořadu Johna Peela na stanici BBC Radio 1. První koncert se odehrál 22. února v londýnském sále Roundhouse, kde vystupovali jako předkapela pro Fat Mattress. Následovala řada dalších koncertů, včetně jednoho, který se odehrál v Ronsonově domovském Hullu. Počátkem dubna Ronson absolvoval první oficiální nahrávání s Davidem Bowiem. Nahráli novou verzi Bowieho již dříve vydané písně „Memory of a Free Festival“. Tato nová verze vyšla v červnu 1970 jako singl. Po jejím nahrání Ronson absolvoval další studiovou práci s Bowiem. V období od dubna do května nahráli písně pro album The Man Who Sold the World, které následně vyšlo v listopadu.
Ve stejné době dostal Ronson nabídku hrát na desce Tumbleweed Connection zpěváka Eltona Johna (hrál v alternativní verzi písně „Madman Across the Water“, která na původním vydání alba nevyšla). Skupina The Hype v té době podepsala nahrávací smlouvu se společností Vertigo Records, avšak již bez Bowieho jako zpěváka (náhradou byl Benny Marshall z The Rats). Skupina se zanedlouho přejmenovala na Ronno (podle Ronsonovy přezdívky) a začala pracovat na svém prvním albu. To však nebylo nikdy dokončeno, vydán byl pouze jediný singl – „4th Hour of My Sleep“ (na druhé straně byla píseň „Powers of Darkness“), který vyšel v lednu 1971.
Od června 1971 Bowie opět pracoval na nové desce, znovu s Ronsonem na pozici kytaristy. Album vyšlo v prosinci pod názvem Hunky Dory. Již v září, tedy před vydáním předchozího alba, začali nahrávat desku The Rise and Fall of Ziggy Stardust and the Spiders from Mars, která vyšla v červnu 1972. Dne 14. října 1971 se Ronsonovi a jeho přítelkyni Denise Irvin narodil syn Nicholas. Již od února 1972 byla Bowieho doprovodná kapela, nyní označovaná jako The Spiders from Mars, na turné. Ještě před vydáním Bowie s Ronsonem nahráli (Bowie jako producent) desku All the Young Dudes skupiny Mott the Hoople. V srpnu šla dvojice Bowie–Ronson opět do studia. Tentokrát oba jako producenti i instrumentalisté nahráli desku Transformer – druhou sólovou desku amerického zpěváka Lou Reeda. Až do konce roku pokračovaly koncerty The Spiders from Mars, hudebníci poprvé zahráli i ve Spojených státech amerických. Ještě v roce 1972 se Ronson podílel na albu Bustin' Out americké countryrockové kapely Pure Prairie League.
V dubnu 1973 vyšlo další Bowieho album, vzešlé ze spolupráce s Ronsonem – Aladdin Sane. Jeho nahrávání bylo dokončeno koncem ledna a následně se hudebníci vydali na další americké turné. Od května byla kapela opět na turné po britských ostrovech. To trvalo až do počátku července. Několik dnů po posledním koncertu začal Bowie nahrávat své sedmé album Pin Ups, opět s Ronsonem na pozici kytaristy. Během nahrávání se ve studiu zastavila zpěvačka Lulu, se kterou nahráli nové aranžmá pro Bowieho starší píseň „The Man Who Sold the World“, kterou Bowie s Ronsonem napsali.

### Sólová kariéra
Po dokončení práce na Bowieho albu Pin Ups Ronson zůstal ve Francii, kde album vznikalo, a začal pracovat na svém prvním sólovém albu. Na albu, které nakonec vyšlo pod názvem Slaughter on 10th Avenue v únoru 1974, hráli vedle jiných také Ronsonovi spoluhráči z Bowieho kapely – baskytarista Trevor Bolder a bubeník Aynsley Dunbar. Až na dvě výjimky deska obsahuje písně jiných autorů. Značný vliv na vznik desky mělo album I'm the One (1972) americké zpěvačky Annette Peacock. Na třech písních se autorsky podílel také David Bowie. V listopadu 1973, když byla jeho sólová deska již hotova, šel Ronson opět do studia s Bowiem, avšak projekt nakonec nebyl úspěšný. Následně na dlouhá léta dvojice téměř ztratila kontakt. V únoru 1974 odehrál Ronson své vůbec první sólové koncerty, opět s Bolderem na pozici baskytaristy. Dále hrál na albu Weren't Born a Man zpěvačky Dany Gillespie. Rovněž se podílel na desce First Starring Role od Boba Sargeanta. V červenci 1974 začal pracovat na svém druhém sólovém albu. Deska opět obsahuje převážně coververze a vyšla v únoru 1975 pod názvem Play Don't Worry.

### Druhá polovina 70. let

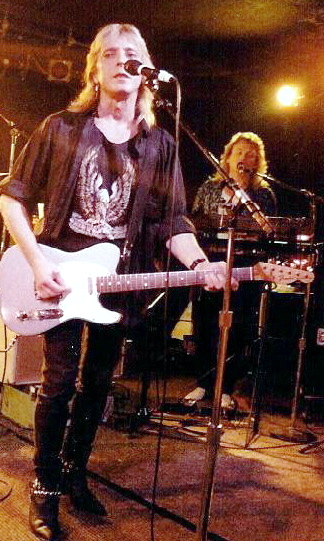
Mick Ronson (vlevo) a Howard Helm při koncertu dne 5. října 1988

Ještě v roce 1974 Ronson krátce vystupoval jako člen kapely Mott the Hoople. Po několika měsících však spolu s jejím zpěvákem Ianem Hunterem odešel. Již v lednu 1975 začal Ronson pracovat s Hunterem na jeho prvním sólovém albu. Ronson na něm nejen hrál na různé nástroje, ale rovněž jej spolu s Hunterem produkoval. Album Ian Hunter vyšlo 28. března toho roku. Ronson s Hunterem rovněž v té době odehráli společné turné.
Léto 1975 Ronson strávil v New Yorku, kde se seznámil s písničkářem Bobem Neuwirthem. Díky němu se setkal s dalším písničkářem, a sice Bobem Dylanem. Ten mu nabídl, aby se stal členem jeho kapely a odehrál s ním turné. Od konce října do začátku prosince tak Ronson odehrál v rámci Dylanova turné Rolling Thunder Revue tři desítky vystoupení po severovýchodě USA a Kanadě. Od dubna do května 1976 následovalo dalších sedmadvacet koncertů v jižní částech USA. V mezidobí si Ronson našel čas na nahrávání alba Cardiff Rose zpěváka Rogera McGuinna. Ronson jej produkoval a nahrál pro něj řadu různých nástrojů. V roce 1976 dále hrál na kytaru na desce Lasso from El Paso písničkáře Kinkyho Friedmana, stejně jako na albu Getting It in the Street od Davida Cassidyho. Rovněž hostoval na albu The Man Who Hated Mornings Michaela Chapmana a přispěl na první album zpěváka Johnnyho Cougara nazvané Chestnut Street Incident.
V červnu 1976 odehrál Ronson sólový koncert v New Yorku se svou vlastní kapelou, později jammoval se členy skupiny New York Dolls a dalších zdejších kapel a vystoupil rovněž jako host při dvou vystoupeních velšského hudebníka a producenta Johna Calea. Tou dobou také produkoval a hrál na nahrávkách bratrského dua Sparks, které však zůstaly nevydané. Toho roku se Ronson natrvalo usadil ve Spojených státech, konkrétně v newyorském městě Woodstock, a v nedalekém studiu Bearsville Studios pracoval na různých projektech, včetně nových sólových demonahrávek. Woodstock zůstával Ronsonovým domovem, přestože občas odjel kvůli práci do Londýna. Tam hrál například na albu One of the Boys zpěváka Rogera Daltreyho. Dne 23. března 1977 se Ronson oženil se svou dlouholetou přítelkyní Suzanne (Suzy) Fussey. V srpnu 1977 se jim narodila dcera Lisa.
V letech 1978 až 1980 hrál na řadě alb, mezi něž patří Thank God for Girls (Benny Mardones), …and I Mean It! (Genya Ravan), X-Dreams (Annette Peacock) a Some People (The Johnny Average Band). Jako producent se podílel na deskách Storm the Reality Studios (Dead Fingers Talk), Ghosts of Princes in Towers (Rich Kids), In Style (David Johansen) a Have a Good Time but Get Out Alive! (Iron City Houserockers). Roku 1978 rovněž nahrál několik písní s Ianem Hunterem, Corkym Laingem a Felixem Pappalardim v rámci práce na Laingově sólovém albu. Ronson se však na výsledném albu neobjevil. Následně se vrátil ke spolupráci s Hunterem – koprodukoval jeho album You're Never Alone with a Schizophrenic, na němž zároveň hrál. Přibližně ve stejné době nahrál několik písní ve spolupráci s Hunterem, Laingem a Johnem Calem, které však nikdy nevyšly. Duo Hunter–Ronson rovněž produkovalo debutové album zpěvačky Ellen Foley s názvem Night Out. Od června do listopadu odehrál Ronson turné jako člen Hunterovy kapely. S ním koncertoval i během první poloviny následujícího roku a opustil jej v červenci (1980). Po několika měsících se s ním opět sešel a spolu s Mickem Jonesem produkoval jeho páté sólové album Short Back 'n' Sides. Poté sestavil skupinu The New York Yanquis, která se však po vzniku několika demonahrávek a přibližně dvaceti koncertech rozpadla.

### Osmdesátá léta
V roce 1981 začal pracovat na soundtracku k filmu Indian Summer, který však nakonec nebyl natočen. Později toho roku, v říjnu, onemocněl klávesista Hunterovy kapely, Tommy Mandel. Jelikož Hunter neměl příliš času, zamyslel se, kdo zná jeho písně a byl by schopný Mandela nahradit. Volba padla na Ronsona, který tak vůbec poprvé hrál při koncertech na klávesy. Roku 1981 také hrál na albu Dead Ringer zpěváka Meat Loafa. Na přelomu let 1982 a 1983 Ronson hrál na nové Hunterově desce All of the Good Ones Are Taken, ale pouze v jedné písni. Dále produkoval dvě alba kapely The Payolas – No Stranger to Danger (1982) a Hammer on a Drum (1983). V říjnu 1983, během nahrávání alba Whomanfoursays kanadské zpěvačky Dalbello, hrál v Torontu, kde deska vznikala, David Bowie. Ronson s ním jako host při koncertu vystoupil. Ronson nadále občasně spolupracoval s Hunterem – roku 1985 spolu produkovali Cast the First Stone od Urgent. V roce 1988 spolu po mnoha letech začali koncertovat. Roku 1989 spolu šli do studia a nahráli desku YUI Orta. Následovalo turné, čítající více než sedmdesát koncertů.
V osmdesátých letech dále produkoval či hrál na albech American Fool (John Cougar, 1982), Internal Exile (Los Illegals, 1983), Perfect Affair (Perfect Affair, 1983), Proof Through the Night (T-Bone Burnett, 1983), Riders on Dark Horses (Ian Thomas, 1984), Some Strange Fashion (One the Juggler, 1985), Love and Danger (Arco Valley, 1986), Kiss and Tell (Kiss That, 1986), Hard Times on Easy Street (David Lynn Jones, 1987), Canto Pagano (Moda, 1987), Johnny D. Is Back! (Fatal Flowers, 1988), Love and Danger (Andi Sex Gang, 1988) a The Price of Progression (The Toll, 1988). V následující dekádě to pak byly desky Pleasure Ground (Fatal Flowers, 1990), Strange Afternoon (Secret Mission, 1991), Nun Permanent (The Leather Nun, 1991), The Wonderful World of D. Finn (Dag Finn, 1991), Earth vs the Wildhearts (The Wildhearts, 1993) a The Vital Spark (Randy VanWarmer, 1994).

### Poslední léta
V roce 1990 začal žít se Švédkou jménem Carola Westerlund, s níž měl syna Kyma. Koncem dubna 1991 mu byla diagnostikována rakovina jater a lékaři mu sdělili, že mu nezbývá příliš času. Později toho roku se, navzdory pokročilému stádiu nemoci, nadále věnoval koncertování a počátkem roku 1992 šel do studia se zpěvákem Morrisseyem a produkoval jeho desku Your Arsenal. Desce se dostalo enormního úspěchu a různými periodiky byla označována za jedno z nejlepších alb roku. Dne 20. dubna 1992 se Ronson účastnil koncertu k poctě Freddieho Mercuryho, který v listopadu předchozího roku zemřel. Ještě toho roku Bowie, s nímž se Ronson opět sešel na pódiu při koncertu k Mercuryho poctě, pracoval na nové desce Black Tie White Noise. Ronson nahrál kytaru pro píseň „I Feel Free“, což byla coververze od skupiny Cream. Tou dobou rovněž Ronson pracoval na své třetí sólové desce. Coby hostující zpěváci se na ní podíleli John Mellencamp, Ian Hunter, David Bowie, Joe Elliott, Chrissie Hynde a další.
Mick Ronson podlehl své nemoci 29. dubna 1993 v Londýně v nedožitých 47 letech. Pohřeb se konal 6. května v Londýně a Ronson byl následujícího dne pochován v rodném Hullu. Album Heaven and Hull, na němž ke konci života pracoval, bylo dokončeno až po jeho smrti a vydáno roku 1994.

## Pocty
Dne 29. května 1994, na den přesně rok po Ronsonově smrti, proběhl v londýnské hale Hammersmith Odeon koncert k jeho poctě. Koncertu se účastnila řada hudebníků, kteří s Ronsonem spolupracovali či jej obdivovali, včetně členů kapely The Rats, Tonyho Viscontiho, Dany Gillespie, kapely Big Audio Dynamite, Garyho Brookera, Joea Elliotta, Rogera Taylora a na konci též Iana Huntera. Dne 15. května toho roku následoval další tributní koncert, tentokrát v Tokiu (účastnili se jej místní hudebníci). Další podobný koncert proběhl v létě 1997 s Ronsonově rodném Hullu a opět se jej účastnila řada hudebníků.

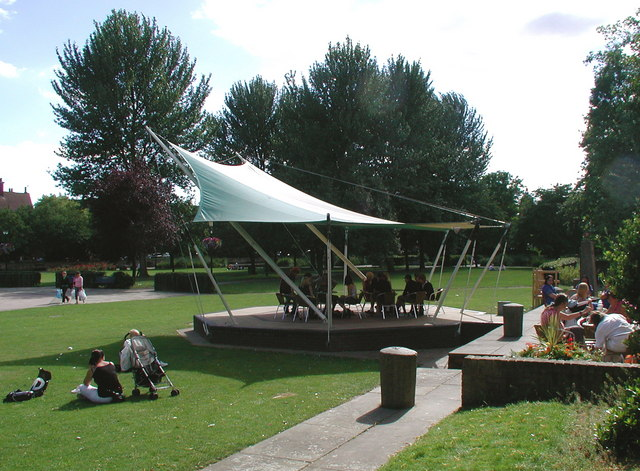
Altán v Hullu, věnovaný Ronsonovi

Americký časopis Rolling Stone jej zařadil do svého žebříčku sta nejlepších kytaristů všech dob. Ve verzi z roku 2003 se umístil na 64. příčce, zatímco v o devět let novější verzi na 41. Roku 2013 vydala Ronsonova sestra Maggi, která již za jeho života zpívala doprovodné vokály na jeho nahrávkách, album Sweet Dreamer, které obsahuje mj. její verze Ronsonových písní. Hudebník Steve Harley začal v roce 2015 shánět finance na výstavbu Ronsonova památníku. V Hullu se sice již nacházel altán věnovaný Ronsonovi, ten však fanoušci příliš v oblibě neměli. V červnu 2017 byla odhalena 2,4 metru vysoká socha kytary na Ronsonovu počest. Její autorkou je místní osmnáctiletá studentka Janis Skodins. Téhož roku byl režisérem Jonem Brewerem o Ronsonovi natočen dokumentární film s názvem Beside Bowie: The Mick Ronson Story.

## Diskografie

### Studiová alba
- Slaughter on 10th Avenue (1974)
- Play Don't Worry (1975)
- Heaven and Hull (1994)